# Bonne de Bourbon
Bonne de Bourbon, dite « Madame la Grande », née vers 1341 et morte à Mâcon le 19 janvier 1402, est une dame de la maison de Bourbon, devenue par mariage comtesse de Savoie.

## Biographie
Bonne est la fille de Pierre Ier, duc de Bourbon et d'Isabelle de Valois. Par sa mère, elle est la nièce de Philippe VI de Valois, futur roi de France (1328-1350). Sa sœur, Jeanne est l'épouse de Charles V (1338-1380), roi de France. La date de naissance de Bonne de Bourbon est inconnue. L'année 1341 est donnée comme point de repère.
Bonne de Bourgogne est fiancée à Godefroy de Brabant, fils du duc Jean III, duc de Brabant et de Limbourg. Le contrat de mariage semble avoir été signé le 18 mai 1347. Le promis meurt en 1350,.
L'année 1355 voit le règlement du conflit delphino-savoyard par le traité de Paris. Ce projet d'alliance matrimoniale paraît avoir déjà été évoqué en 1352. Toutefois il semble avoir été repoussé et il trouve un nouvel écho lors de cette signature. En effet, il permet de consolider cette paix, le comte de Savoie promet d'épouser Bonne de Bourbon,, cousine du roi.
Le mariage a lieu par procuration en 1355 à l'Hôtel Saint-Pol, résidence royale, à Paris. L'ambassadeur du comté de Savoie, Guillaume de La Baume, muni de la procuration du comte Amédée VI de Savoie (1334-1383), prince du comté de Savoie, tient le rôle du marié au nom de son souverain. Bonne de Bourbon se rend ensuite au comté de Savoie, au cours d'un voyage à cheval de douze jours. Amédée VI de Savoie, quittant son armée, alliée à celle du roi Jean le Bon, l'attend dans la cité de Pont-de-Veyle. Il amène sa jeune femme au château du Bourget et y donne de grandes fêtes.
De ce mariage, elle eut quatre enfants, :
- une fille mort-née en 1358 ;
- Amédée, futur Amédée VII dit le « comte Rouge », marié à Bonne de Berry ;
- Louis (1362-1365) ;
- Antoine, mort en 1374.

Lorsque le comte Amédée VI participe à l'expédition contre la Bulgarie en 1366, il organise autour de sa femme un conseil de régence pour la gestion du comté.
Elle fait agrandir le château de Ripaille entre 1371 et 1388, devenu avec le temps l'une des principales résidences des Savoie.
Au décès de son époux le 2 mars 1385, elle est régente des États de Savoie pour son fils Amédée VII en 1383, puis de son petit-fils Amédée VIII de 1391 à 1393, et garde par la suite une certaine influence.
Elle meurt le 19 janvier 1402, au château de Mâcon.